# 디프라이
디프라이(Deepfry, 본명: 이은규, 1988년 3월 19일 ~ )는 대한민국의 게임 원화가 겸 힙합 프로듀서이다.

## 활동

### 힙합 프로듀서 활동
- 2012년 한국 힙합래퍼 MC 메타와 함께 랩을 통한 나레이션의 다큐멘터리로, 독특한 방식으로 시도되어 좋은 평가를 받은 'MBC 사투리의 눈물'의 음악을 담당하였다.[1]
- 쇼미더머니 가리온의 결승곡 '껍데기는 가라', 시즌2 소울다이브의 우승곡 'Missing'[2]
- , 2013년 12월에 발매된 가리온의 15주년 기념앨범의 트랙 '독백'을 프로듀싱하였다.[3]
- 2014년 전반기 아리랑 유네스코 등재기념 글로벌 프로젝트 '아리랑, 미국의 심장을 두드리다'에 참여한
- 가리온의 뉴욕공연[4]을 위해 아리랑을 소재로 한 힙합트랙을 프로듀싱하였다.
- 2014년 8월 산 들 바다의 노래 제주 4.3 헌정 앨범의 가리온 '한숨'[5]이라는 트랙을 프로듀생하였다.
- 2014년 후반기 레이블 CRAFT AND JUN에서 발매될 프로듀서 JUNBECK과의 프로젝트 앨범 'MGFC'의 싱글트랙
- Ni**as can't f**k with me feat. Kiano Jones[6], E.B.I.T (Every Breath I Take) feat.Samuel Seo[7]를 공개하였다.
- 2014년 12월 4일 래퍼 수다쟁이의 첫 싱글 북가좌동[8] 및
- 2015년 1월 30일 래퍼 수다쟁이의 두번째 싱글 유랑가 feat. 노이즈맙[9]을 프로듀싱하였다.
- 2015년 2월 16일 발표된 래퍼 수다쟁이의 정규앨범 북가좌동 349-17[10] 전곡을 프로듀싱하였다.
- 2015년 3월 20일 발표된 래퍼 피타입의 정규앨범 STREET POETRY[11]의 '폭력적인 잡종문화', '이방인 (feat.차붐)', 네안데르탈 (feat. 마이노스, 저스디스)를 작곡하였다.
- 2015년 5월 15일 발표된 뮤지션 김반장의 싱글발표곡 'No More Sad Mistake (feat. Samuel Seo)[12]'를 프로듀서 JUNBECK과 함께 공동 작곡하였다.
- 2015년 6월 12일 발표된 래퍼 저스디스의 싱글발표곡 'No One (feat. 선우정아)[13]'를 래퍼 저스디스와 공동작곡하였다.
- 2015년 8월 11일 발표된 래퍼 저스디스의 두번째 싱글발표곡 'Veni, Vidi, Bitch (feat. 팔로알토, 오케이션)[14]'를 프로듀서 Ian Ka$h, 래퍼 저스디스와 공동작곡하였다.
- 2015년 10월 8일 발표된 서사무엘의 정규앨범 FRAMEWORKS의 9번트랙 'Shut up & Drive'[15]'의 편곡및 드럼프로그래밍을 참여하였다.
- 2015년 11월 17일 발표된 다이나믹듀오의 정규앨범 GRANDCARNIVAL의 1번 8번 트랙 '옥상에서', '도돌이표'[16]를 프로듀서 JUNBECK과 함께 공동작곡하였고, 3번 트랙 'J.O.T.S feat. Nafla'[17]를 작곡하였다
- 2015년 12월 9일 발표된 넉살의 싱글곡 'Skill Skill Skill'[18]을 프로듀서 JUNBECK과 공동작곡하였다.
- 2015년 12월 30일 발표된 올티의 맥시 싱글곡 '외행성 (feat. 수다쟁이)'[19]를 프로듀서 JUNBECK과 공동작곡하였다.
- 2016년 2월 4일 발표된 넉살의 정규 앨범 '작은것들의 신'에 3번 9번 트랙 'Skill Skill Skill', '얼굴 붉히지 말자구요 feat. 던밀스, 뱃사공' 을 프로듀서 JUNBECK과 함께 공동작곡하였고, 1번 트랙 '팔지않아'[20]를 작곡하였다.
- 2016년 6월 14일 발표된 저스디스의 정규앨범 "2 MANY HOMES 4 1 KID"의 앨범작업[21]에 참여하였다.
- 2017년 8월 27일 발표된 오왼 오바도즈의 정규앨범 "Problematic" 2번 6번 트랙 '2005', 'Camel Crush'를 프로듀서 JUNBECK과 공동 작곡하였다.

## 프로듀싱
- MC 메타 - MBC 다큐멘터리 《사투리의 눈물》 음악
- MC 메타 - EBS 라디오 이수진作 《어느날 갑자기》 인트로
- 가리온 - 껍데기는 가라 (Mnet 《Show Me The Money 1》)
- 소울다이브 - Missing (Mnet 《Show Me The Money 2》)
- 가리온 - 독백
- 지조 - RAP (Feat. 넉살)
- 가리온 - 한숨
- MGFC - Ni**as Can't F**k With Me (Feat. Kiano Jones)
- MGFC - E.B.I.T (Every Breath I Take) (Feat. 서사무엘)
- 수다쟁이 - 북가좌동 (Feat. DJ Hood)
- 수다쟁이 - 유랑가 (Feat. Noise Mob (Minos & Rhyme-A-))
- 수다쟁이 - 북가좌동 349-17
- 피타입 - 폭력적인 잡종문화
- 피타입 - 이방인 (Feat. Chaboom)
- 피타입 - 네안데르탈 (Feat. Minos, JUSTHIS)
- 김반장 - No More Sad Mistake (feat. Samuel Seo)
- JUSTHIS - No One (feat. 선우정아)
- JUSTHIS - Veni,Vidi,Bitch (feat. Paloalto, Okasian)
- 서사무엘 - Shut Up & Drive (arrange & drum programming participate)
- Dynamic Duo - 옥상에서《Grand Carnival》
- Dynamic Duo - 도돌이표《Grand Carnival》
- Dynamic Duo - J.O.T.S (Feat. Nafla)《Grand Carnival》
- 넉살 - Skill Skill Skill《작은 것들의 신》
- 올티 - 외행성 (Feat. 수다쟁이)
- 넉살 - 팔지않아《작은 것들의 신》
- 넉살 - 얼굴붉히지 말자구요 (Feat. 던밀스, 뱃사공)《작은 것들의 신》
- JUSTHIS - 2 MANY HOMES 4 1 KID